# 傅宅
傅宅，或称傅乾月房、傅筱庵故居，位于中国浙江省宁波市镇海区招宝山街道总浦桥社区人民路4号，是汪精卫政权上海特别市市长傅筱庵的故居。

## 简介
始建于1922年，为中西合璧风格，五间两弄四厢房走马楼四合院建筑，建筑面积约为1600平方米。2000年12月，傅宅被公布为镇海区文保单位。

## 现状
现在原址设立镇海老城展示馆，内陈列镇海老城区发展相关物件。

## 图集

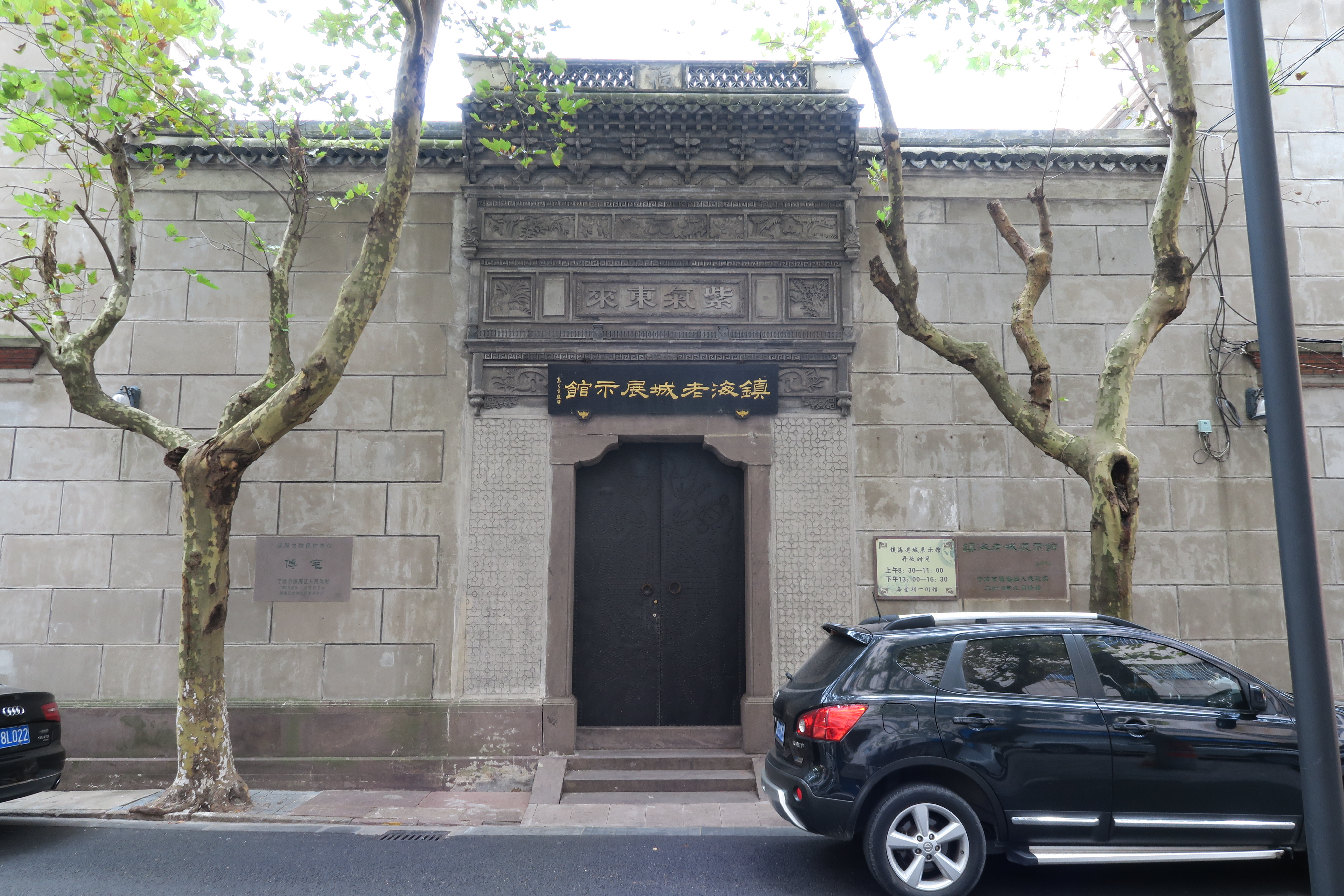
傅宅正面
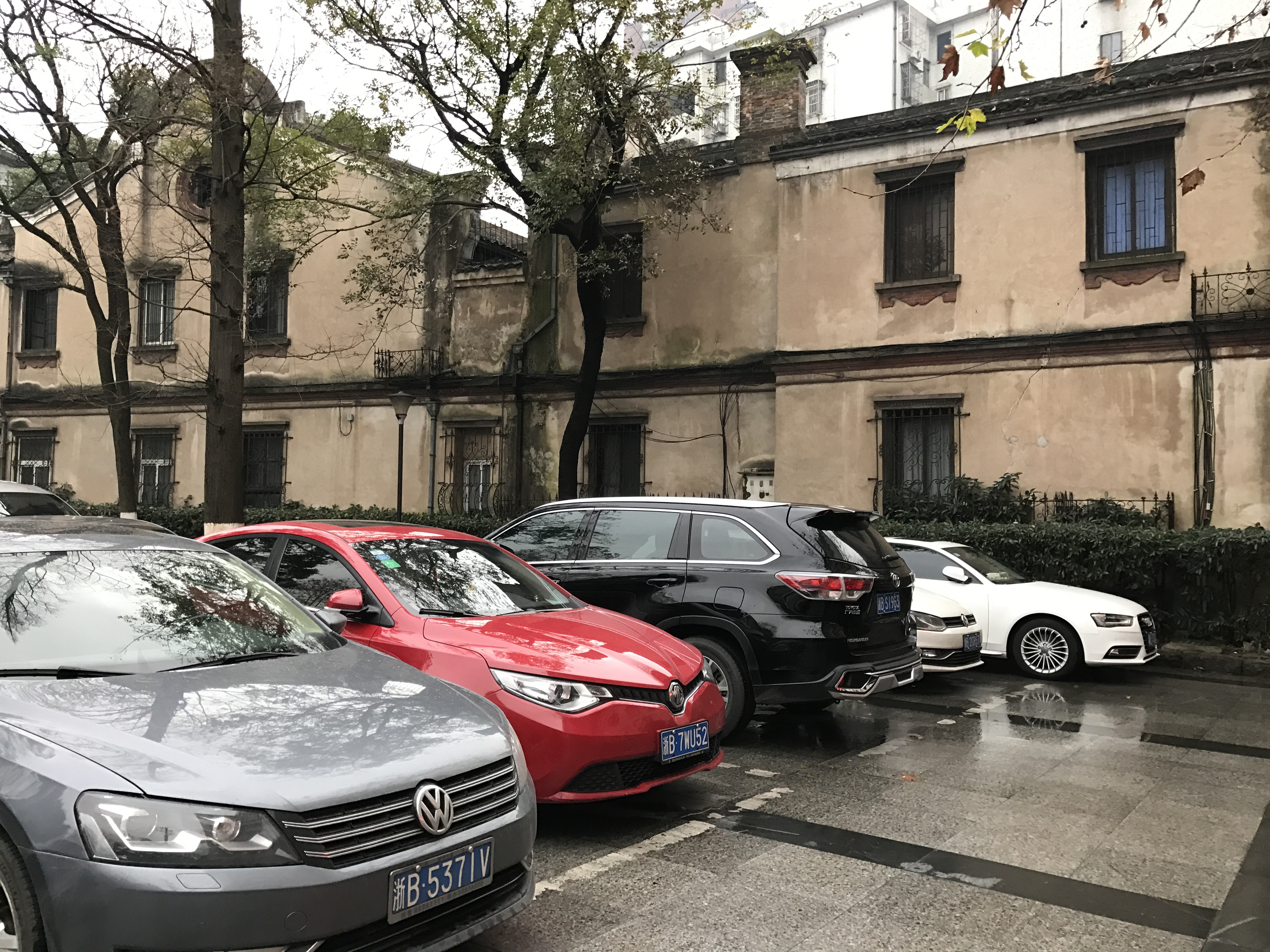
傅宅西侧围墙
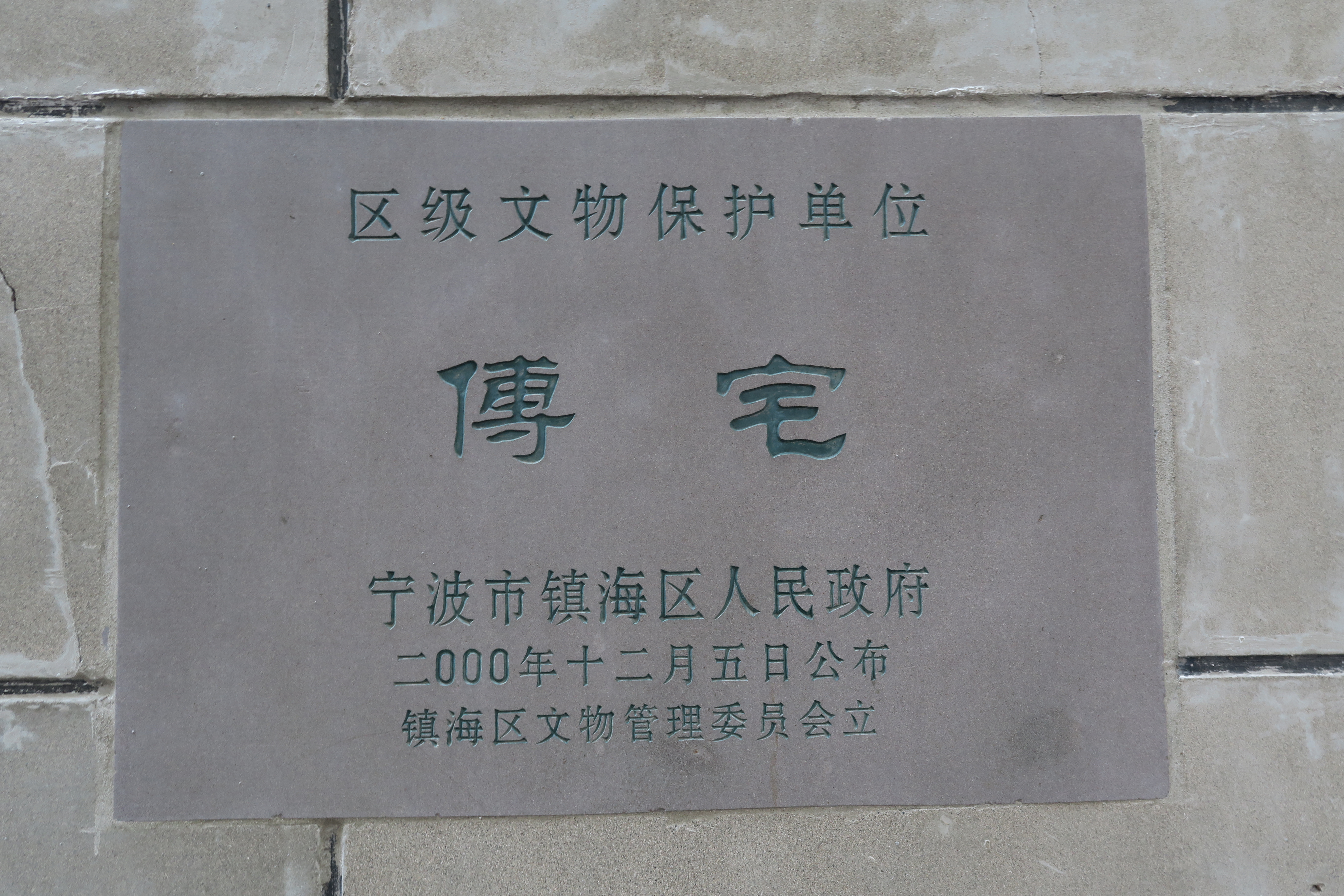
区级文保单位标牌